# سه امتیاز برای برد
سه امتیاز برای برد استانداردی است که در بسیاری از لیگ‌های ورزشی و مسابقات گروهی ، به ویژه در فوتبال ، استفاده می‌شود. در این قانون، به تیم برندهٔ مسابقه ۳ امتیاز داده می‌شود و به تیم بازنده هیچ امتیازی تعلق نمی‌گیرد. اگر بازی مساوی شود، هر تیم ۱ امتیاز دریافت می‌کند. قبل از این سیستم به سیستم سه امتیاز برای هر برد تغییر کند، بسیاری از لیگ‌ها و مسابقات در ابتدا ۲ امتیاز برای برد و ۱ امتیاز برای تساوی در نظر می‌گرفتند. این تغییر در جدول‌های لیگ‌ها قابل مشاهده است، جایی که تیم‌ها معمولاً ۳۰ تا ۴۰ بازی در طول هر فصل انجام می‌دهند. این سیستم ارزش بیشتری برای بردها در مقایسه با تساوی‌ها قائل است، به طوری که تیم‌هایی که تعداد بردهای بیشتری دارند، ممکن است در جدول‌ها رتبهٔ بالاتری نسبت به تیم‌هایی با تعداد بردهای کمتر اما تساوی‌های بیشتر کسب کنند.